# (4975) Dohmoto
(4975) Dohmoto ist ein Asteroid des Hauptgürtels, der am 16. September 1990 von den japanischen Amateurastronomen Tetsuya Fujii und Kazurō Watanabe am Kitami-Observatorium (IAU-Code 400) in der Präfektur Hokkaidō entdeckt wurde.
Der Asteroid wurde nach Yoshio Dōmoto (* 1914) benannt, dem langjährigen Leiter des Asahikawa-Observatoriums auf der Insel Hokkaidō.